# 越後正一
越後 正一（えちご まさかず、1901年（明治34年）4月26日 - 1991年（平成3年）4月2日）は、日本の実業家。元伊藤忠商事社長・会長。戦後再発足した伊藤忠商事・初代社長・小菅宇一郎の後任者。「伊藤忠中興の祖」、「繊維相場の神様」とよばれた。滋賀県出身。

## 略歴
- 1901年（明治34年）4月26日、滋賀県愛知郡葉枝見村（現彦根市）に生まれる[1]。
- 1916年（大正5年）2代目伊藤忠兵衛宅に書生として入り、同宅より学校に通い、八幡商業学校（現滋賀県立八幡商業高等学校）を経て、1924年（大正13年）に神戸高等商業学校（現神戸大学）を卒業した[1]。以下の逸話がある[2]。滋賀の農家の三男として生まれた越後さんは、医者になることを夢見た。しかし家庭の事情で進学は叶いそうにない。そんなとき、一生を決定づける出会いがあった。二代伊藤忠兵衛。高等科卒業予定者の採用試験会場に現れた忠兵衛氏の目に、試験で満点をとった越後さんの姿が映った。即座に伊藤忠への採用が決定し、忠兵衛氏の家に書生として迎えられた。「どうか一流の商人に育ててやってください」と父は頼んだ。「この幸運に恵まれていなければ今の私はあり得なかった。人の一生は、よき指導者にめぐり会えるかどうかで大きく左右されるものだ」。以来、半世紀以上、忠兵衛さんに尽くし、社業に尽くした。
- 伊藤忠入社後は数々の大相場をものにし「繊維相場の神様」と呼ばれ、伊藤忠商事を世界最大の繊維商社に押し上げる立役者となった。特に、1927年（昭和2年）の綿糸布部長時代の大相場における大勝利は丸紅が綿糸経営から撤退するきっかけとなり、また1930年代からの常務時代の毛糸買いは特に有名である。
- 1960年（昭和35年）の社長就任後は瀬島龍三らを重用し、伊藤忠の「総合化と国際化」を掲げ、非繊維部門の拡充と海外進出を推進した。
- 1974年（昭和49年）に社長退任するまでの間、日本が高度経済成長期という環境にあったものの、在任中に資本金6.5倍、人員2.7倍、売上高10倍、グループ会社数2.5倍と大きく発展した。

## 受賞・外部役職
主な受賞
- 1963年（昭和38年） 藍綬褒章、大阪府知事産業功労賞
- 1971年（昭和46年） 勲二等旭日重光章
- 1978年（昭和53年） オーストリア大銀功労章
- 1982年（昭和57年） オーストリア名誉総領事、勲一等瑞宝章
- 1988年（昭和63年） 経済界大賞（第14回　寿賞）

## 語録
- 名を成すは常に困窮のときにあり、事の破るるの多くは得意のときにあり
- 逆境の時こそ、先見性と機動力を試すチャンスである
- 成功は窮苦の間に芽生えており、失敗は 得意満面の間に宿る。

## 関連事項
越後正一に係る書籍
- 「経営のこころ 第3集」（日刊工業新聞社 1973年）
- 「江州商人「越後正一」-商社界の鬼といわれて」（真島弘著 現代創造社 1980年）
- 「私の履歴書 16」（日本経済新聞社 1981年）
- 「大阪商人道を生きて-越後正一　人生と経営哲学」（ブレーンセンター 1988年）
- 「人あり縁あり-十一人の財界交遊記」（吉田伊佐夫著 文芸社 2000年）